# Cizos
Cizos (okzitanisch: Cidòs) ist eine französische Gemeinde mit 136 Einwohnern (Stand: 1. Januar 2022) im Département Hautes-Pyrénées in der Region Okzitanien; sie gehört zum Arrondissement Tarbes. Die Einwohner werden Cizosais genannt.

## Geografie
Cizos liegt rund 32 Kilometer nordöstlich der Stadt Tarbes im Osten des Départements Hautes-Pyrénées. Umgeben wird Cizos von den Nachbargemeinden Organ und Castelnau-Magnoac im Norden, Aries-Espénan im Osten und Nordosten, Monléon-Magnoac im Osten und Südosten, Caubous im Süden und Südwesten, Vieuzos im Westen und Südwesten sowie Betpouy im Westen und Nordwesten.

## Bevölkerungsentwicklung
| Jahr                       | 1962 | 1968 | 1975 | 1982 | 1990 | 1999 | 2006 | 2013 |
| Einwohner                  | 155  | 129  | 122  | 118  | 129  | 114  | 108  | 120  |
| Quellen: Cassini und INSEE |      |      |      |      |      |      |      |      |

## Sehenswürdigkeiten

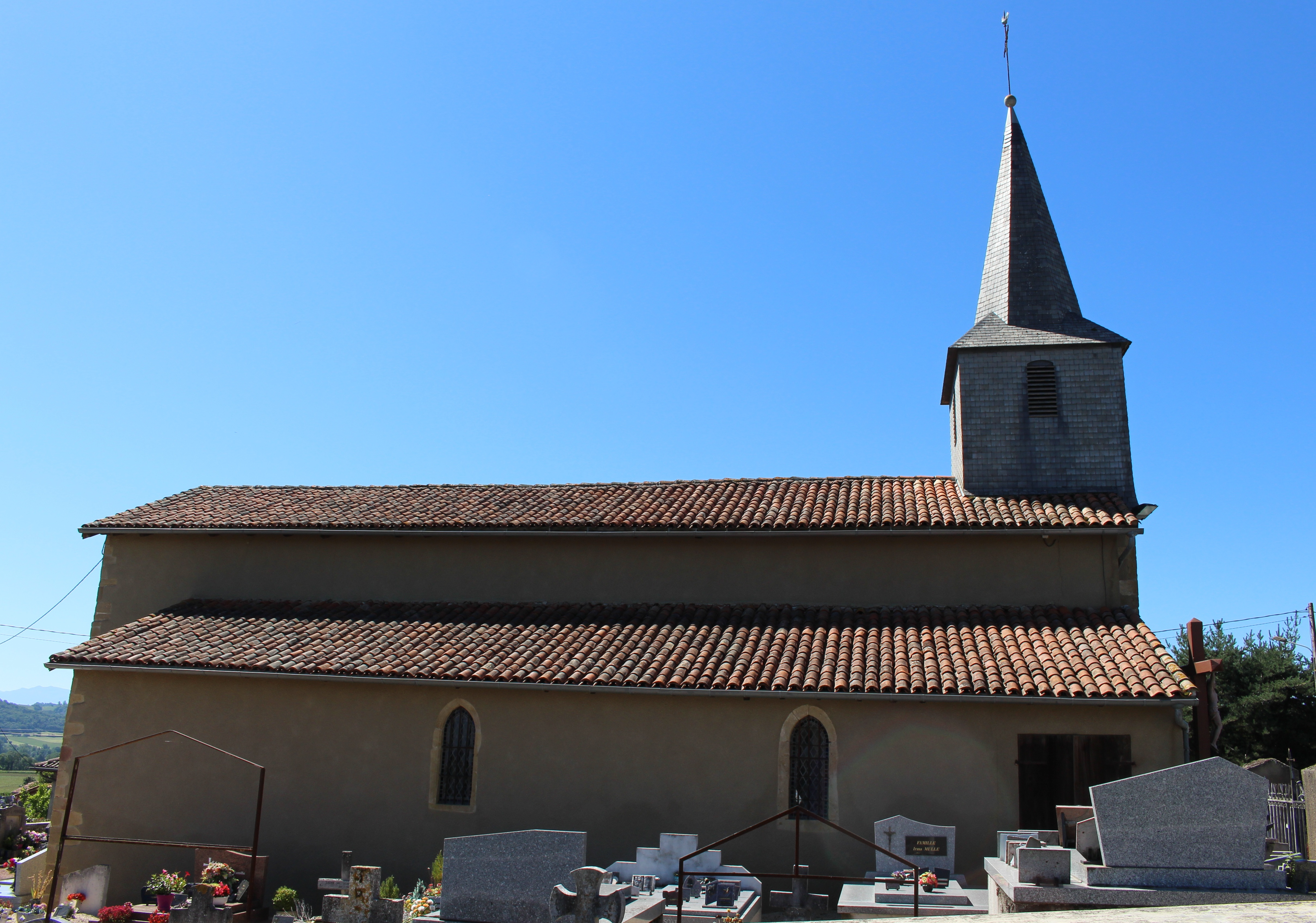
Kirche Saint-Germé

- Kirche Saint-Germé